# Lancelot d'Ursel
Le chevalier Lancelot d'Ursel est un homme politique anversois, né le 1499 à Anvers et mort le 12 avril 1573 à Anvers.

## Biographie
Lancelot d'Ursel est le fils de Jean d'Ursel, échevin d'Anvers, et le petit-fils du bourgmestre Jan van Ursel. Il a trois filles : Catherine, épouse de Gaspar Schetz (en) ; Barbe, qui adopte son neveu Conrad Schetz, à qui elle transmet le nom et armes des d'Ursel ; Marie, épouse d'Ambroise Tucher (fils de Lazare Tucher et neveu de Charles de Cocquiel), échevin d'Anvers, qui seront les parents, grands-parents et arrière-grands-parents des bourgmestres Robert et Jean Antoine Tucher.
Il est bourgmestre d'Anvers à quinze reprises entre 1532 et 1573, pour à chaque fois des mandats d'un an. Lors de l'incendie de la cathédrale Notre-Dame en 1533, son action permet de préserver la tour nord, symbole du prestige de la ville,,. Il place la ville, qui n'avait pas de garnison, en état de défense en juillet 1542, confiant le commandement de la garde bourgeoise à l'échevin van Spangen et permettant de repousser l'attaque de l'armée de Martin van Rossum. Le magistrat de la ville confie à Lancelot d'Ursel la supervision de la construction d'une nouvelle fortification (les Spaanse omwalling, remparts espagnols). 
Il laisse le souvenir d'un mécène par l'accueil hospitalier qu'il réservait aux artistes et aux lettrés et par l'emploi qu'il faisait de sa fortune.